# Dießen am Ammersee (Gemarkung)
Dießen am Ammersee (amtlich: Dießen a.Ammersee) ist eine Gemarkung.
Die Gemarkung Dießen am Ammersee liegt im oberbayerischen Landkreis Landsberg am Lech und hat eine Gesamtfläche von etwa 56,84 km².
Ihr Gemarkungsteil 0 ist deckungsgleich mit dem 47,40 km² großen gemeindefreien Gebiet Ammersee und umfasst den Ammersee. Der Gemarkungsteil 1 liegt auf dem Gebiet des Marktes Dießen am Ammersee auf ihm liegen Teile des Hauptortes des Marktes Dießen am Ammersee.